# Auburndale (Floride)
Pour les articles homonymes, voir Auburndale.
Auburndale est une ville des États-Unis située dans le comté de Polk en Floride. Elle fait partie de la zone statistique métropolitaine Lakeland-Winter Haven. La population était de 15.616 habitants selon le rencensement des États-Unis de 2020.

## Démographie
Selon le rencensement des États-Unis de 2020, la population était de 15.616 habitants, de 5.141 foyers, et de 3.701 familles que résidaient dans la ville.
| 1920 | 1930  | 1940  | 1950  | 1960  | 1970  |
| ---- | ----- | ----- | ----- | ----- | ----- |
| 715  | 1 849 | 2 723 | 3 763 | 5 595 | 5 386 |

| 1980  | 1990  | 2000   | 2010   | - | - |
| ----- | ----- | ------ | ------ | - | - |
| 6 501 | 8 858 | 11 032 | 13 507 | - | - |

Au recensement de 2000, sa population était de 11 032 habitants.